# Hoobastank
Hoobastank es una banda estadounidense de rock alternativo, formada en 1994, en Agoura Hills, California, con el vocalista Doug Robb, el guitarrista Dan Estrin, el baterista Chris Hesse y el bajista original Markku Lappalainen. Estuvieron firmados durante un tiempo con Island Records con cual lanzaron cuatro álbumes de estudio y un EP. En 2012 firmaron un contrato con Open E Records, y han sacado su quinto álbum, "Fight or Flight". Ellos han vendido más 10 millones de copias en todo el mundo.

## Historia

### Formación (1994-2000)
Doug Robb y Dan Estrin se conocieron en un concurso de grupos de música, en ese concurso ambos representaban a su propio instituto y compitieron entre sí, pero finalmente se unieron para formar Hoobastank; poco después se les unirían Lappalainen y Hesse. Hoobastank comenzó a tocar sus canciones en su natal California, la banda comenzó en el Cobalt Café con Linkin Park, Incubus y 311.

### Muffins(1997)
En 1997 la banda publica "Muffins", un EP editado por ellos mismos, bajo el nombre de "Hoobustank", dicho trabajo musical, contenía un alto estilo de funk metal y ska punk. (Sonido el cual la banda cambiaría después)
En 1998 lanzan su primer álbum They Sure Don’t Make Basketball Shorts Like They Used To también bajo el nombre de "Hoobustank, y que también fue editado por ellos mismos. Comienzan una gira por la costa oeste de Estados Unidos. En dicha gira vendieron bastantes discos en los locales donde actuaban, pero el éxito de la banda se debió principalmente a su difusión vía Internet, sobre todo en países como Inglaterra, Israel, Rusia o Brasil.

### Hoobastank(1998-2002)
En 1998 la banda firma un contrato exclusivo con Island Records, para poder publicar su primer álbum con una discográfica importante. La banda acepta y así mismo publican su primer disco homónimo "Hoobastank", dentro de poco los sencillos "Crawling in the Dark", y "Running Away" empezaron a sonar en MTV, y en las radios locales, ambos sencillos tuvieron una buena posición en el Billboard hot 100. El disco logró ser certificado disco de platino en Estados Unidos, tras vender más de un millón de copias.

### The Reason(2003-05)
En 2003 lanzan "The Reason", cuyo primer sencillo "Out of Control" se pudo descargar gratuitamente desde su página oficial. Pero su mayor éxito es el sencillo que da nombre al disco, llamado "The Reason", del cual vendieron más de tres millones de copias en Estados Unidos y llegó al número 2 en el Billboard hot 100. El sencillo también fue nominado al Grammy por canción del año en 2005, el siguiente sencillo "Same Direction", alcanzó el #9 en el Modern Rock Tracks, y el #16 en el Mainstream Rock Tracks.
La gira de promoción del disco se extendió a todo el mundo, llegando a tocar en el live 8 que se hizo en Asia. Tras finalizar la gira, Markku Lappalainen, el bajista, abandona el grupo por motivos personales, siendo el sencillo "Disappear" el último donde el colabora, para cubrir la baja de Markku, se une al grupo otro bajista llamado Josh Moreau. El álbum fue certificado doble platino tras vender más de dos millones de copias.
La banda ganó el MTV Asia Music Award al mejor artista rock en 2005.

### Every Man For Himself(2006)

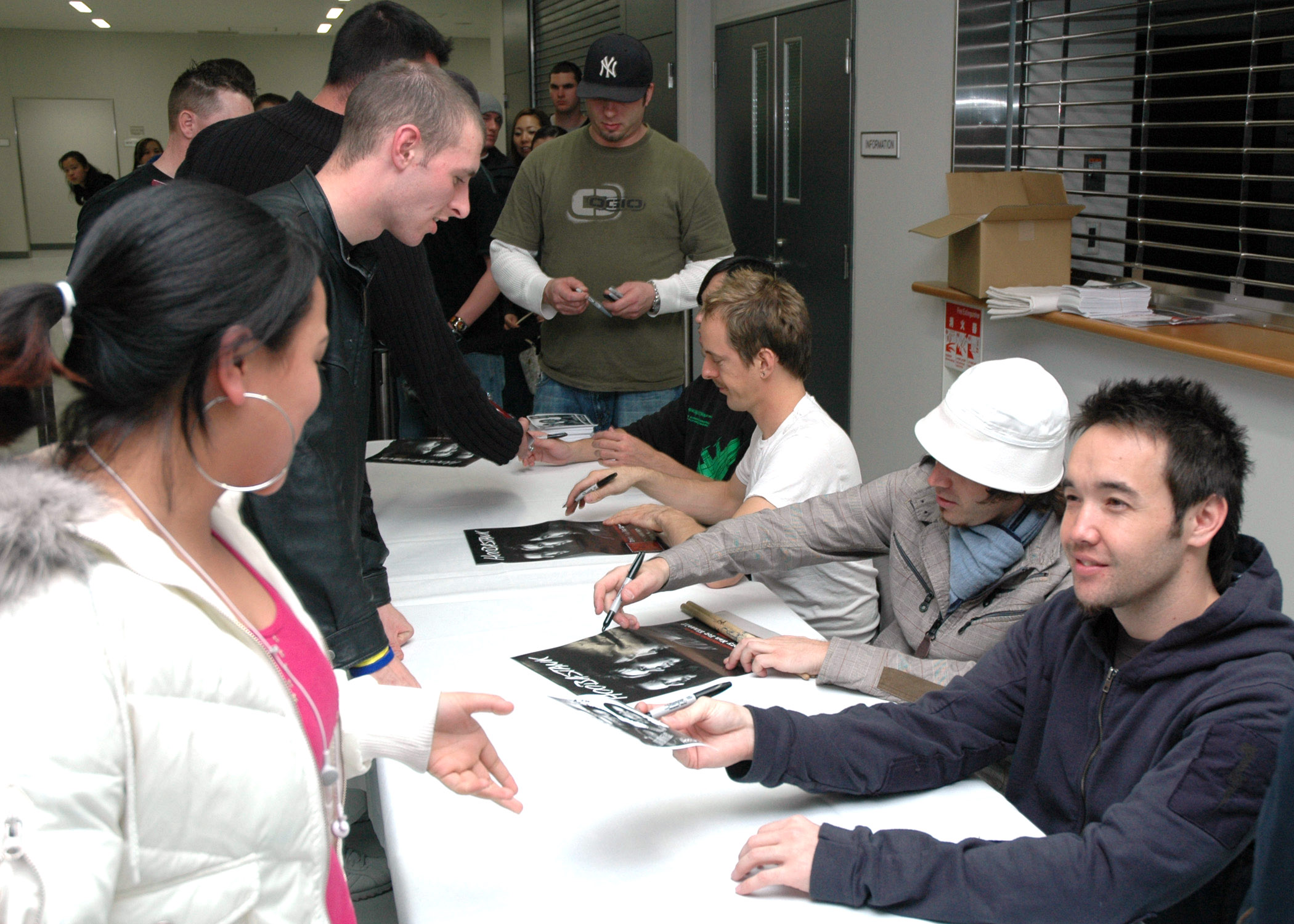
Hoobastank en una sección de autógrafos para fanáticos

En mayo de 2006 lanzan al mercado Every Man for Himself, contando con tres sencillos, "If I Were You", "Inside Of You", y "Born To Lead". Un cuarto sencillo titulado "If Only" planeaba ser lanzado, pero la decisión fue cancelada por razones desconocidas. El disco fue certificado disco de oro en los Estados Unidos vendiendo 3 millones de copias.

### For(N)ever(2009-2011)
El 13 de octubre de 2008, se estrenó en las radios la canción "My Turn", de su cuarto álbum For(N)ever el cual constituye como primer sencillo de este disco, también lanzaron el segundo sencillo "So Close So Far". El tercer sencillo "The letter", es una colaboración de dueto con la cantautora australiana Vanessa Amorosi.

### Fight or Flight(2012-16)
El 5 de abril de 2012, la banda anunció en Twitter que el nombre de su nuevo álbum iba a ser titulado "Fight or Flight". El 3 de mayo, la banda reveló el primer sencillo "This Is Gonna Hurt" en https://web.archive.org/web/20120707072952/http://thisisgonnahurt.hoobastank.com/. El álbum fue lanzado el 11 de septiembre de 2012, y se posicionó en el #68 en el Billboard 200.
Para promocionar el álbum, dos sencillos más, "Can You Save Me?" y "Incomplete", acompañados por un video musical de gira y un vídeo lírico, respectivamente, fueron publicados.

### Push Pull(2017-presente)
En noviembre de 2016, la banda comenzó a grabar para su sexto álbum de estudio. Comenzaron a trabajar con el productor Matt Wallace, publicado por los miembros Doug Robb y Dan Estrin en Facebook e Instagram. El 19 de octubre de 2017, la banda había firmado con Napalm Records. También anunciaron que el sexto álbum de estudio está terminado y se espera que sea lanzado en la primera mitad de 2018.
El 29 de marzo de 2018, Hoobastank había anunciado su próximo álbum Push Pull. Se lanzará en todo el mundo el 25 de mayo, con pre-pedidos que se tomarán el 4 de abril, junto con el primer sencillo "More Beautiful".

## Estilo musical e influencias
La música de Hoobastank ha sido considerada de varios géneros que son post-grunge, rock alternativo, metal alternativo, hard rock, nu metal, y anteriormente funk metal .
En sus primeros lanzamientos independientes, la banda utiliza un sonido funk metal y ska punk, también contaban con un músico de saxofón en la banda. En su álbum debut, la banda utilizaba un tipo de rap, para algunas de sus canciones, como "Pieces", "Give it back", entre otras. El sonido de la banda "maduró" en su segundo álbum The Reason donde dejaron su estilo influenciado de nu metal con sus voces-rap, y su estilo post-grunge se hizo más melódico.
Las influencias de Hoobastank incluyen: Alice in Chains, Deftones, Guns N' Roses, Incubus, Korn, Limp Bizkit, Metallica, Nirvana, Rage Against the Machine, Red Hot Chili Peppers, y Tool.

## Curiosidades
Aparte de sus cinco discos también han grabado otras canciones que se encuentran en discos de Soundtracks de películas como "Spider-Man 2", "Daredevil" y "El Rey Escorpión", entre otras. Y también grabaron una banda sonora para el videojuego "Halo 2" además de algunos otros sencillos inéditos.
La banda hizo un cover del éxito de Ray Parker Jr. "Ghostbusters" ("Los Cazafantasmas"), de la banda sonora de la película del mismo nombre. El vídeo fue grabado y subido a YouTube.
Mike Shinoda, Rob Bourdon, y Brad Delson de Linkin Park, estudiaron en el mismo instituto de Agoura High School, con los integrantes de Hoobastank.
En un principio la banda era llamada "Hoobustank" (el cual era pronunciado de la misma forma que "Hoobastank").
En una entrevista con Launch Yahoo!, Doug Robb dijo que el nombre de la banda no tiene ningún significado en especial: "Vas a preguntarme que significa, pero no significa nada. Y es muy curioso, es una de esas viejas bromas típicas del instituto que en realidad no significan nada".

## Miembros
| Miembros actuales - Doug Robb — voz, guitarra rítmica (ocasional) (1994-presente) - Dan Estrin — guitarra (1994-presente) - Chris Hesse — batería (1995-presente) - Jesse Charland — bajo (2009-presente) | Antiguos miembros - Markku Lappalainen — bajo (1995-2005) - Jeremy Wasser — saxofón (1995-2000) - Derek Kwan — saxofón (1997-1999) - Josh Moreau — bajo (2006-2008) - David Amezcua — bajo (2008-2009) |

Línea del tiempo

## Discografía

### Álbumes de estudio
- Hoobastank (2001)
- The Reason (2003)
- Every Man for Himself (2006)
- For(N)ever (2009)
- Fight or Flight (2012)
- Push Pull (2018)

### EP
- Forward (2000)
- The Target (2002)

### Compilatorios
- The Greatest Hits: Don't Touch My Moustache (2009)
- Live from the Wiltern (2009)
- Is This The Day? (2010)

### DVD
- Let It Out (2004)
- La Cigale (2006)
- Live from the Wiltern (2010)

### Sencillos/Videoclips
- Crawling in the Dark (2002)
- Remember Me (2002)
- Running Away (2002)
- Out of Control (2003)
- The Reason (2004)
- Same Direction (2004)
- Disappear (2005)
- If I Were You (2006)
- Inside of You (2006)
- Born to Lead (2006)
- My Turn (2008)
- So Close, So Far (2009)
- The Letter (feat. Vanessa Amorosi) (2009)
- Never Be Here Again (2010)
- Is This The Day? (2010)
- This Is Gonna Hurt (2012)
- Can You Save Me? (2013)
- Incomplete (2013)